# دان كريستيان
دان كريستيان (4 مايو 1983 بسيدني في أستراليا - ) (بالإنجليزية: Daniel Christian)‏ هو لاعب كريكت أسترالي. شارك مع منتخب أستراليا الوطني للكريكت. أما مع فريق رياضي، فقد لعب مع Brisbane Heat ‏ وفريق فكتوريا للكريكت ورويال تشالنجرز بنغالور وDeccan Chargers ‏ وفريق جنوب أستراليا للكريكت ‏ ونادي مقاطعة غلوستر للكريكت ‏ ونادي مقاطعة هامبشاير للكريكت ‏ وفريق جنوب ويلز الجديد للكريكت ‏ وHobart Hurricanes ‏ وMelbourne Renegades ‏.

## وصلات خارجية
- دان كريستيان على موقع إي آس بي آن كريك إنفو (الإنجليزية)